# 徳沢

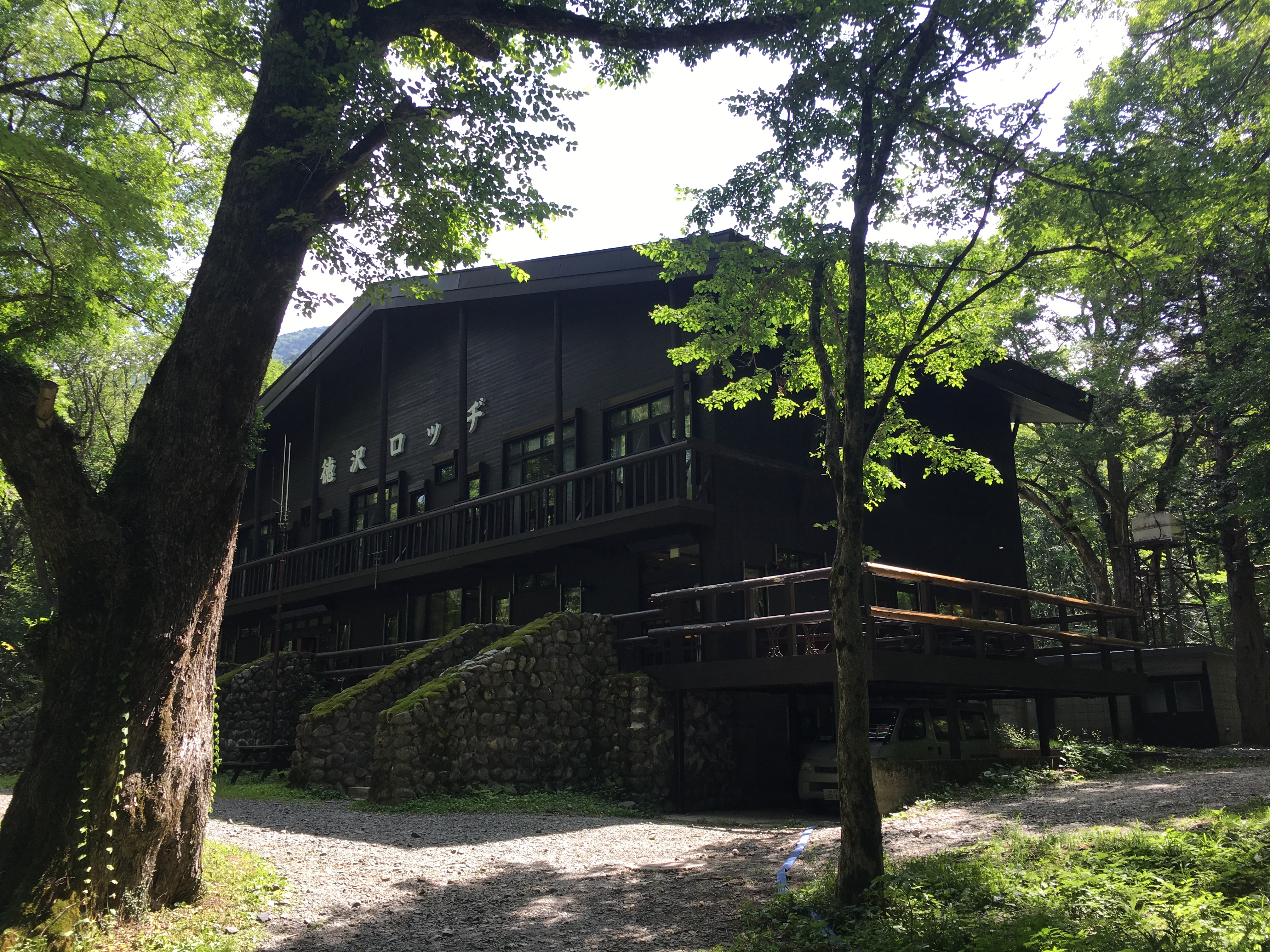
徳沢ロッジ

徳沢（とくさわ）は、長野県松本市内の地区名。上高地地域に含まれ、上高地と横尾の中間点に位置する。

## 概要

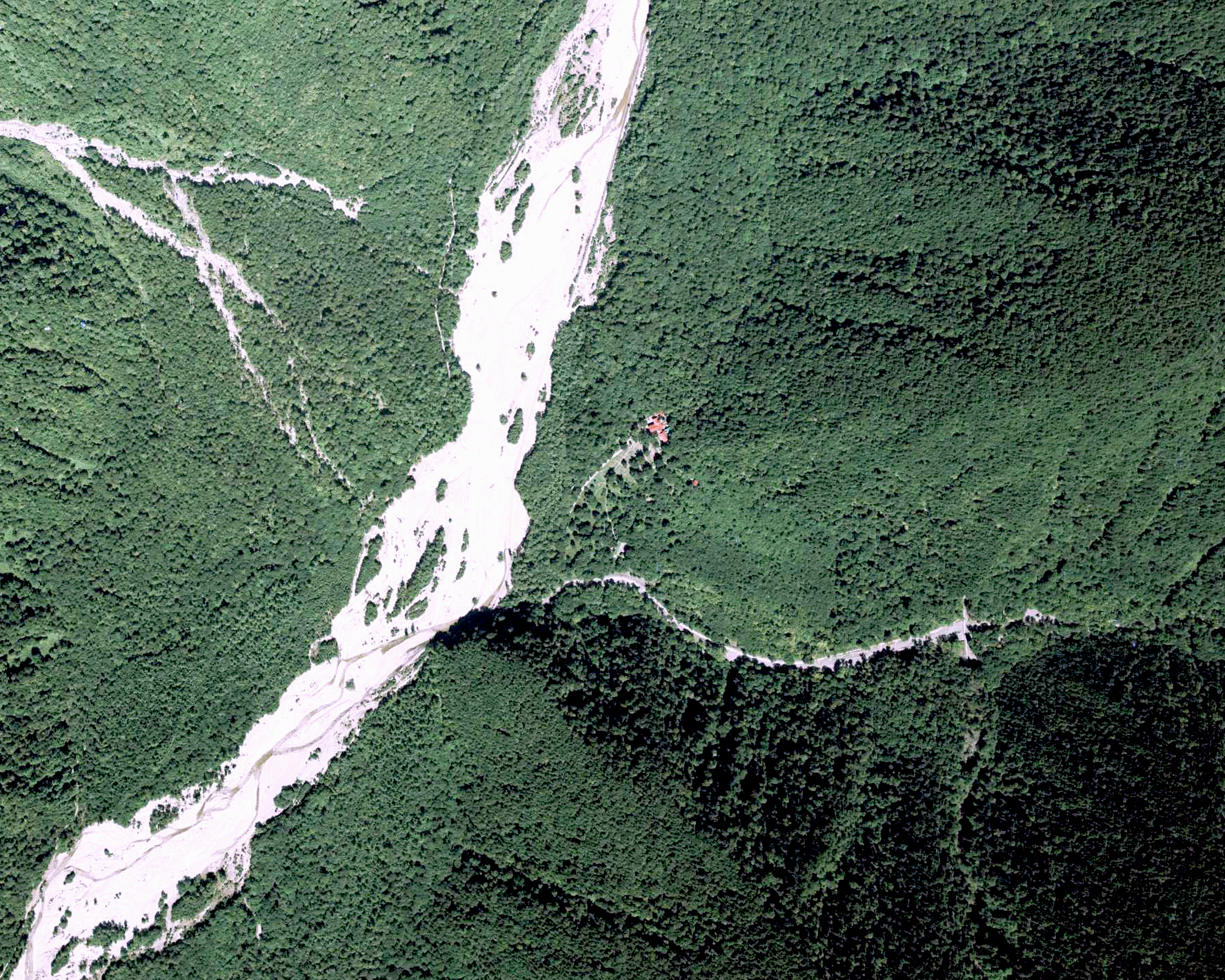
徳沢周辺の空中写真。
1977年9月18日撮影。。

昭和初期までは牧場が開かれていたため、周辺は開けた草原となっている。この草原に徳沢ロッジおよびテント場、徳沢園が存在する。特に徳沢園は蝶ヶ岳への登山口となっており、休憩施設や売店などが整備されていて登山シーズンは賑わいをみせる。
上高地バスターミナル方面からの登山道は、軽四輪駆動車の通行が可能であるが、通行は山小屋などの関係者に限られている。梓川を挟んだ対岸までは、上高地帝国ホテル前で分かれて田代橋で対岸に渡る治山運搬路が伸びており、そこまでは大型自動車も乗り入れられる。ただし、通行は山小屋の事業用車と工事車両に限られ、バス、タクシー、一般車は乗り入れられない。
また当地は、日本郵便から交通困難地に指定されており、冬季（11月11日 - 翌4月26日）は地外から当地宛に郵便物を送付することはできない。

## アクセス
- 上高地バスターミナルから徒歩約2時間
- 横尾から徒歩約1時間
- 徳沢園 - 長塀尾根 - 蝶ヶ岳：約4時間
- 徳沢園 - 新村橋 - パノラマ新道 - 屏風の耳 - 涸沢：約4時間（積雪期通行不可）

## 近隣施設
- 徳沢園
- 徳沢ロッジ
- 日本大学医学部徳沢診療所（夏山診療所）